# Office for National Statistics
L'Office for National Statistics (ONS-Ufficio per le statistiche nazionali) è un'agenzia governativa britannica che raccoglie, analizza e pubblica le informazioni statistiche sull'economia, la popolazione e la società nel paese.
Comprende il General Register Office che è responsabile del registro delle nascite, morti e matrimoni in Inghilterra e Galles. La responsabilità di alcune aree statistiche in Scozia, Irlanda del Nord e Galles è devoluta ai governi competenti per tali aree.